# Bateria Elminiech
Bateria Elminiech (malt. Batterija t’Elminiech, zniekształcone na Batterija ta’ Mnieħ, ang. Elminiech Battery), znana też jako Bateria Figuella (malt. Batterija ta’ Figuella, ang. Figuella Battery), Bateria San Raimondo (malt. Batterija ta’ San Raimond, ang. San Raimondo Battery) lub Bateria Oitelboura (ang. Oitelboura Battery) była to bateria artyleryjska w Birżebbuġa na Malcie. Została zbudowana w latach 1715–1716 przez Zakon św. Jana jako jedna z serii fortyfikacji nadbrzeżnych dokoła wysp maltańskich.
Bateria Elminiech była częścią łańcucha fortyfikacji, broniących Marsaxlokk Bay, w skład którego wchodziło też sześć innych baterii, duża wieża św. Lucjana, dwie małe wieże De Redina, cztery reduty i trzy entrenchments (umocnienia). Najbliższymi fortyfikacjami do baterii Elminiech były: ciąg umocnień Birżebbuġa (Birżebbuġa Entrenchments) na północnym zachodzie oraz reduta Fresnoy na wschodzie. Koszt budowy baterii wyniósł 1451 scudi.
Bateria została zburzona, a jej miejsce zajmuje teraz część Malta Freeport.